# Ande
För andra betydelser, se Ande (olika betydelser).
En ande (latin: spiritus) är ett ord med gammal härstamning som förekommer i de flesta indoeuropeiska språk, och är nära besläktat med vind och andedräkt. Det kan dels syfta på livskraft hos människor och ibland även andra levande varelser – som andedräkten anses vara exempel på, och andra icke-kroppsliga levande varelser av gudomlig eller övernaturligt slag.

## Användning

### Inom religion
I Gamla testamentet beskrivs anden som den livskraft som tas ifrån människan vid döden. I Nya testamentet har begreppet ande en vidare betydelse. Första Thessalonikerbrevet 5:23 beskriver människan som bestående av kropp, själ och ande, något som fått stor betydelse inom östlig filosofi.
Inom kristendomen beskriver man också "Gud närvarande här och nu" som Den Helige Ande. "Onda andar" är inom kristendomen detsamma som demoner, osynliga, gudsfientliga onda makter och Satans sändebud. Andar spelar en viktig roll i de flesta religioner. Onda andar påstås drivas ut genom exorcism.
I Första Korintierbrevet 15:44 står det: "Om det finns en jordisk kropp, finns det också en andlig kropp" Anden = en kropp i andevärlden. Detta skulle då betyda att vår själ (psyke) har två kroppar att påverkas av och påverka på. Det skulle då betyda att människan står i förbindelse med två världar både den andliga och den fysiska.
Inom många andra religioner är själ och ande samma sak.
Inom spiritismen kan andar vara avlidna personer, som irrar omkring här på jorden. Dessa kallas "osaliga andar".
En ande kan även vara kopplad till en sak eller plats. Oftast i religiöst sammanhang.

### Inom filosofi
Inom filosofi har andens natur varit ett centralt spörsmål. Anaxagoras beskriver anden som den finaste och tunnaste av alla ämnen och pekar tillbaka på en äldre uppfattning av ande och livskraft som samma sak. Hos Aristoteles är dock anden likställigt med förnuftet och den högsta delen av människosjälen. Inom nyplatonismen uppfattades anden som en utströmning av en högre gudomlig princip, Enan. Ur denna ande utströmmar i sin ordning världssjälen och de enskilda själarna. John Locke kom i sin Essay om det mänskliga förståndet återkoppla att ordet ande ("spirit") ursprungligen betydde andedräkt.
En särskild betydelse fick begreppet ande hos Friedrich Hegel och de efterföljande tyska idealismen, där anden (på tyska "Der Geist") tolkades som den yttersta verkligheten och ursprunget för allt vårt kännande, upplevande tänkande och viljande. Han tolkade historiens utveckling som ett resultat av världsandens utveckling genom ständigt utbytta "Tidsandar" (på tyska "Zeitgeist"). Eduard von Hartmann uppfattades världsgrunden som en "omedveten" ande. Wilhelm Dilthey och andra dualister kom senare att utvidga begreppet ande till att omfatta alla den mänskliga kulturens yttringar. 